# كريستوف فيليبالد غلوك

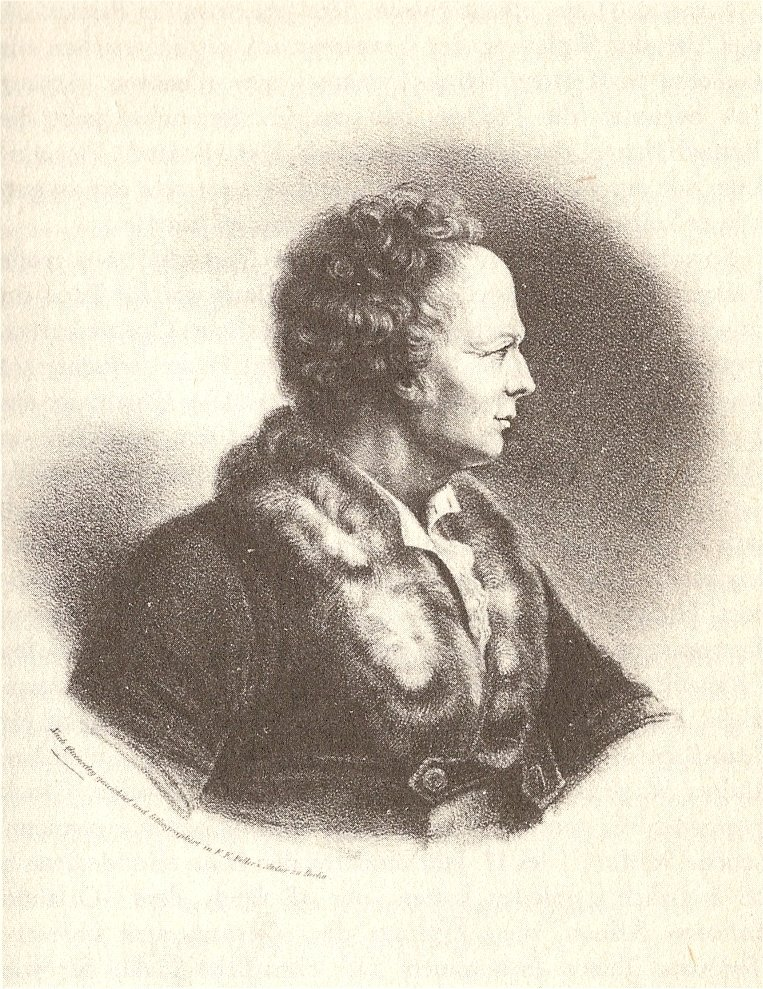
كريستوف فيليبالد غلوك

 كريستوف فيليبالد غلوك  أو كريستوف فيليبالد ريتير فون غلوك  من الألمانية (Christoph Willibald Ritter von Gluck) وتلفظ " كريستوف ڤيليبالد چلوك "، هو ملحن أوبرا ألماني كلاسيكي ولد في بيرشينغ في بافاريا في الثاني من تموز (يوليو) عام 1714 وتوفي في فيينا في دوقية النمسا في الخامس عشر من تشرين الثاني (نوفمبر) عام 1787.
غير معالم الأوبرا بإصلاحاته الشهيرة ليضيف لها الطبيعية والحقيقة الدراماتيكية التي بلغت ذروتها في الصراع بين الغلوكستيين والبيتشينيستيين بينه وبين البيتشينيستيين المدافعين عن الأوبرا الإيطالية من غير أن يتخاصم مع أحد. يشكل مع جوزيف هايدن، فولفغانغ أماديوس موتسارت، كارل ديتيرس فون ديتيرسدورف، فرانس كرومر وكارل فيليب إمانويل باخ أهم الملحنين الألمان الكلاسيكيون.

## حياته

### البدايات (1714حتى 1730)
تنحدر أسرته من البالاتينات العليا البافارية. عند ولادته كان أباه يخدم في جيش الأمير لوبكوفيتز. نزحت عائلته عام 1717 نزحت العائلة إلى بوهيميا حيث سيعمل والده.
أظهر منذ صباه شغفًا بالموسيقى، تابع في كرايبيتز دروسًا في الكمان مما زاد شغفه بها. لكن والده لم يساعده في ذلك لرغبته في إيراثه مهنته. سيتابع الصبي وحده تعلُّم َ الآلات . ترك كنف والديه عام 1730 ليهيم في البلاد مكتسبًا عيشه من الغناء والعزف.
عام 1731، دخل غلوك كلية الفلسفة في مدينة براغ. تابع بالتوازي تعليمه الموسيقي. بين العامين 1735 و1736 عاد غلوك إلى فيينا ليصبح موسيقارًا، ودخل كأبيه في خدمة لوبكوفيتز.

## روابط خارجية
- كريستوف فيليبالد غلوك على موقع IMDb (الإنجليزية)
- كريستوف فيليبالد غلوك على موقع الموسوعة البريطانية (الإنجليزية)
- كريستوف فيليبالد غلوك على موقع ميوزك برينز (الإنجليزية)
- كريستوف فيليبالد غلوك على موقع أول موفي (الإنجليزية)
- كريستوف فيليبالد غلوك على موقع قاعدة بيانات برودواي على الإنترنت (الإنجليزية)
- كريستوف فيليبالد غلوك على موقع قاعدة بيانات الأفلام السويدية (السويدية)
- كريستوف فيليبالد غلوك على موقع إن إن دي بي (الإنجليزية)
- كريستوف فيليبالد غلوك على موقع أول ميوزيك (الإنجليزية)
- كريستوف فيليبالد غلوك على موقع ديسكوغز (الإنجليزية)
- كريستوف فيليبالد غلوك على موقع قاعدة بيانات الفيلم (الإنجليزية)